# Johann Schweigger
Johann Salomo Christoph Schweigger (n. 8 aprilie 1779, Erlangen – d. 6 septembrie 1857, Halle) a fost un chimist și fizician german.
A fost și profesor de matematică, fizică și chimie la Bayreuth, Nürnberg și la Universitatea din Halle.
A propus numele de clor pentru substanța descoperită în 1774 de Carl Wilhelm Scheele și identificată ulterior ca element chimic de Humphry Davy.
I se atribuie realizarea primului galvanometru (în 1820), care apoi a fost perfecționat de André Marie Ampère.
A fost tatăl oftalmologului Karl Ernst Theodor Schweigger.
1. 1 2  „Johann Schweigger”, Gemeinsame Normdatei, accesat în 27 aprilie 2014
2. 1 2 3  „Johann Schweigger”, Gemeinsame Normdatei, accesat în 31 martie 2015